# Ramphotyphlops flaviventer
Ramphotyphlops flaviventer är en ormart som beskrevs av Peters 1864. Ramphotyphlops flaviventer ingår i släktet Ramphotyphlops och familjen maskormar. Inga underarter finns listade i Catalogue of Life.
Denna orm förekommer i på västra Nya Guinea i Indonesien samt på öarna Pulau Batanta och Salawati. Arten lever i låglandet upp till 550 meter över havet. Ramphotyphlops flaviventer gräver i lövskiktet och i det översta jordlagret. Honor lägger ägg.
För beståndet är inga hot kända. IUCN listar arten som livskraftig (LC).